# Staryj Akulszet
Staryj Akulszet (ros. Старый Акульшет) – wieś (sieło) w Rosji, w obwodzie irkuckim, w rejonie tajszeckim. W 2010 liczyła 843 mieszkańców.